# Willem II in het seizoen 1965/66
Het seizoen 1965/1966 was het 12e jaar in het bestaan van de Tilburgse betaaldvoetbalclub Willem II. De club kwam uit in de Nederlandse Eredivisie en eindigde daarin op de 10e plaats. Tevens deed de club mee aan het toernooi om de KNVB Beker, hierin werd het team in de groepsfase uitgeschakeld.

## Wedstrijdstatistieken

### Eredivisie
|       | ADO   | Ajax  | DOS   | DWS   | Elinkwijk | Feijenoord | Fortuna '54 | Go Ahead | GVAV  | Heracles | MVV   | PSV   | Sparta | Telstar | FC Twente '65 |
| ----- | ----- | ----- | ----- | ----- | --------- | ---------- | ----------- | -------- | ----- | -------- | ----- | ----- | ------ | ------- | ------------- |
| Thuis | 0 – 1 | 1 – 4 | 2 – 2 | 0 – 1 | 2 – 3     | 3 – 4      | 0 – 2       | 1 – 0    | 4 – 0 | 1 – 0    | 2 – 0 | 0 – 0 | 1 – 3  | 2 – 1   | 4 – 0         |
| Uit   | 4 – 0 | 3 – 1 | 0 – 2 | 0 – 0 | 0 – 1     | 6 – 1      | 1 – 0       | 5 – 2    | 4 – 1 | 0 – 3    | 3 – 1 | 5 – 2 | 0 – 1  | 1 – 3   | 6 – 1         |

### KNVB beker
| Groepsfase                                               | Willem II                                               | 1 – 4 (1 – 2) | NAC                                                         |
| 19 september 1965 Plaats: Tilburg Gemeentelijk Sportpark | Bennie Bartelink 10'                                    |               | 6' Jan van Gorp 41', 89' Ad Graaumans 65' Jacques Visschers |
| Groepsfase                                               | Willem II                                               | 2 – 3 (1 – 1) | NOAD                                                        |
| 7 november 1965 Plaats: Tilburg Gemeentelijk Sportpark   | Piet Dankers 37' (pen.) Herman Tijssen 72' (e.d.)       |               | 8', –' Willy Senders Rini Mettes                            |
| Groepsfase                                               | Willem II                                               | 4 – 0 (3 – 0) | RBC                                                         |
| 2 januari 1966 Plaats: Tilburg Gemeentelijk Sportpark    | Rini Mettes 27', 57' Frie Nouwens 37' Willy Senders 38' |               |                                                             |

## Statistieken Willem II 1965/1966

### Eindstand Willem II in de Nederlandse Eredivisie 1965 / 1966
| Stand | Gespeeld | Gewonnen | Gelijk | Verloren | Punten | Doelpunten voor | Doelpunten tegen |
| ----- | -------- | -------- | ------ | -------- | ------ | --------------- | ---------------- |
| 10e   | 30       | 11       | 3      | 16       | 25     | 42              | 59               |

### Topscorers
| #                 | Naam             | Goal |
| ----------------- | ---------------- | ---- |
| 1.                | Rini Mettes      | 10   |
| 2.                | Willy Senders    | 9    |
| 3.                | Frie Nouwens     | 8    |
| 4.                | Piet Timmermans  | 5    |
| 5.                | Jan Brooijmans   | 2    |
| 5.                | Jan van Daal     | 2    |
| 5.                | Henk Vriens      | 2    |
| 8.                | Bennie Bartelink | 1    |
| 8.                | Toon van Orsouw  | 1    |
| 8.                | Don van Riel     | 1    |
| Onbekend doelpunt |                  |      |
| –                 | Onbekend         | 1    |
| Totaal            | Totaal           | 42   |

| #      | Naam             | Goal |
| ------ | ---------------- | ---- |
| 1.     | Rini Mettes      | 3    |
| 1.     | Willy Senders    | 3    |
| 3.     | Bennie Bartelink | 1    |
| 3.     | Frie Nouwens     | 1    |
| Totaal | Totaal           | 8    |